# Meschyritschtschja (Tscherwonohrad)
Meschyritschtschja (ukrainisch Межиріччя – bis 1940 Пархач/Parchatsch, 1940–1941 und 1944–1947 Шевченкове/Schewtschenkowe; russisch Межиречье/Meschiretschje, polnisch Parchacz) ist ein in der Westukraine liegendes Dorf etwa 56 Kilometer nördlich der Oblasthauptstadt Lemberg und 18 Kilometer südlich der Rajonshauptstadt Sokal am Zusammenfluss des Rata mit dem Bug gelegen. 
Am 12. Juni 2020 wurde das Dorf ein Teil der neu gegründeten Stadtgemeinde Tscherwonohrad im Rajon Tscherwonohrad (2024 umbenannt in Scheptyzkyj). Bis dahin bildete sie zusammen mit dem Dorf Dorf Bendjuha (Бендюга) die gleichnamige Landratsgemeinde im Rajon Sokal.
Der Ort bestand schon in der Adelsrepublik Polen-Litauen und lag zunächst in der Woiwodschaft Bełz als Teil der Adelsrepublik Polen. Er gehörte danach von 1772 bis 1918 zum österreichischen Galizien, kam nach dem Ende des Ersten Weltkrieges zu Polen (in der Woiwodschaft Lwów, Powiat Sokal, Gmina Parchacz), wurde im Zweiten Weltkrieg von September 1939 bis Sommer 1941 von der Sowjetunion, danach bis 1944 von Deutschland besetzt. Seit 1944 ist er ein Teil der Ukrainischen SSR und ist seit 1991 ein Teil der unabhängigen Ukraine.
Am 10. Januar 1940 wurde der Ort in Schewtschenkowe umbenannt und gleichzeitig zur Rajonshauptstadt des Rajons Schewtschenkowe gemacht, dieser wurde jedoch im September 1940 aufgelöst und dem Rajon Radechiw zugeschlagen. Nach dem Ende des Zweiten Weltkrieges nahm die Bedeutung des Ortes stark ab.